# Vibrato
Vibrato je glazbeni učinak/tehnika u interpretaciji vokalne i instrumentalne glazbe. U vokalnoj glazbi prepoznajemo ga kao redovitu i pulsirajuću promjenu u visini glasa tona, a u instrumentalnoj kao tehniku sviranja lijeve ruke gdje glazbenik ne dižući prst sa žice lagano ga "ljulja" i tako stvara vibrirajući zvuk tona. Općenito ga karakteriziraju sljedeći faktori: brzina vibriranja (koliko brzo ton ide gore dolje), raspon (zamah) tona i modulacija intenziteta.

## Vibrato i tremolo
Unatoč tome što se učinak vibrata i tremola ponekad primjenjuju naizmjenično, definiraju se kao odvojeni i zasebni efekti. Vibrata je u glazbenom notnom zapisu kao trajna/neprekidana periodična varijacija obima frekvencije s naglaskom na/prema noti kao temelju, dok tremolo je povremena/prekidana varijacija amplitude tona glasnoće. Uz pomoć elektroničke manipulacije (nekom drugom tehničkom obradom tonskog signala), ili ugradbom tzv., vibrata kanala u gitarska pojačala u praksi glazbenik pjevač, ili sami glazbeni instrument bez tih pomagala teško može postići besprijekornu izvedbu vibrata ili tremola. Češća je i "ustaljenija" zamjena pojmova gdje se efekt vibrato ponekad smatra i naziva tremolo, kao što je slučaj naziva i uporabe ručice "tremolo arm"  Arhivirana inačica izvorne stranice od 24. prosinca 2012. (Wayback Machine) na tijelu  električne gitare, koja u biti kao rezultat uporabe stvara klasični vibrato učinak.

## Vibrato u vokalnom pjevanju
Glas je prirodni ljudski vibrato koji nastaje spontano (prirodno ili uz vježbu) a sastoji se od vokalnog formanta (dio spektra tona kao rezultat rezonancije) i periodične promjene frekvencije i amplitude titraja glasnice. Tehnička primjena i učinak vibrata u pjevanju još nije u potpunosti razjašnjan jer se dvoji da vibrato izvede fiziološki tremor kojeg proizvede antagnostički mišić u grkljanu, ili je on učinak pjevanja iz dijafragme koja bez sumnje također proizvede lijep vibrato.  
Vibrato uz manje promjene stalno je prisutan u glazbi, a ponekad se na žičanim i puhačkim instrumentima koristi i namjerno kao stilska figura. Za razliku od nekih ne vibrirajućih zvkova, poput zvona, vibrato se opravdano smatra živim zvukom. Stoga se osobito koristi u klasičnoj glazbi. U glazbenoj praksi s raznim oblicima promjene tona obično se nadopunjava s tremolom, čije je razgraničenje tih srodnih fenomena teško razlučiti. 
U ovim primjerima prikazana je sličnost ovih dvaju efekata tona:
| Primjer klasičnog vibrata (frekvencijska modulacija) od 6Hz          |
| Primjer klasičnog tremola (modelirajuća amplituda) od 6Hz            |
| Primjer preklapanja vibrata i tremola između dva tona od 500 i 506Hz |

## Vibrato na glazbenim instrumentima
Na flauti izvedba vibrata koristi se rijetko i selektivno, i to na nekoliko načina:

1. Vibrato iz dijafragme

2. Vibrato iz grla glazbenika

3. Pulsirajući titraj prstom na rubu pojedine rupe na srednjem dijelu cijevi, s ciljem da se otvor potpuno ne zatvori
 (Flattement - tehnika sviranja barokne glazbe na flauti, koja se kao preformans u glazbi flaute, ali i drugih instrumenata primjenjuje posebno u Francuskoj).

Na žičanim instrumentima vibrato se izvodi pokretanjem prsta naprijed, nazad po žici instrumenta. U simfonijskoj glazbi i gudačkim orkestrima vibrato u skladbi je u '20-im zadavao velike probleme i poznatim skladateljima kao što su: Stravinski i Schönberg. Isti su i izrazili negativan stav prema cijeloj problematici. Od '90-ih postoje naputci i vodići što pravilnijem sviranju vibrata.

Na orguljama vibrato se izvodi primjenom registara orgulja, gdje se postojeći zvuk intonira dvoglasno, a kojem se glas od glasa malo razlikuje u visini frekvencije. Smatra se da su talijanski graditelji orgulja iz 16. stoljeća efekt vibrata najvjernije predočili i prbližili boji i varijaciji ljudskog glasa.

Neki orkestralni instrumenti koji obično koriste vibrato tehniku:
Klarinet | Francuski rog | Trombon

## Vanjske poveznice
- Vibrato i Tremolu - tehnička obrada  Arhivirana inačica izvorne stranice od 23. prosinca 2005. (Wayback Machine)
- Vibrato - službena stranica